# L'Homme de l'au-delà
Pour plus de détails, voir Fiche technique et Distribution.
L'Homme de l'au-delà (The Man from Beyond) est un film américain réalisé par Burton L. King, sorti en 1922. Le scénario est écrit par le célèbre illusionniste Harry Houdini, qui tient aussi le rôle principal.

## Synopsis
Deux explorateurs scientifiques découvrent un bateau abandonné avec un homme pris dans la glace, qui revient à la vie après avoir passé cent ans congelé. Les scientifiques étudient ses réactions lors de son retour à la civilisation.

## Fiche technique
- Titre original : The man from beyond
- Réalisation : Burton L. King
- Scénario : Harry Houdini
  - Adaptation : Coolidge Streeter
- Photographie : Harry Fischbeck
- Production : Herman Holland et Harry Houdini
- Société de distribution : Houdini Picture Corporation
- Pays de production :  États-Unis
- Durée : 74 minutes
- Format : noir et blanc - muet
- Date de sortie :
  - États-Unis : 2 avril 1922

## Distribution

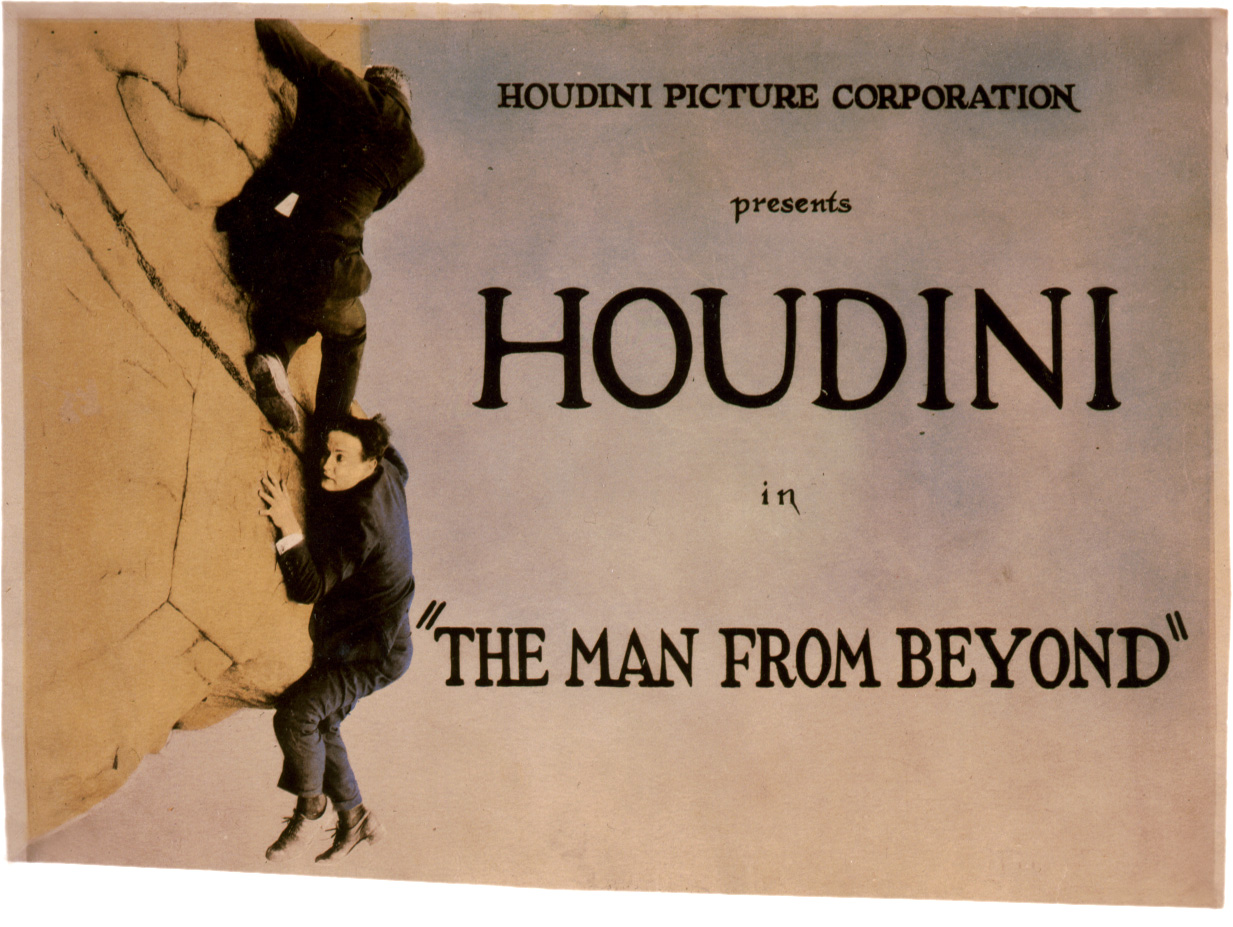
Affiche du film.

- Harry Houdini : Howard Hillary / The Man from Beyond
- Arthur Maude : Dr Gilbert Trent
- Albert Tavernier : Dr Crawford Strange
- Erwin Connelly : Dr Gregory Sinclair
- Frank Montgomery : Francois Duval
- Luis Alberni : Captain of the Barkentine
- Yale Benner : Milt Norcross
- Jane Connelly : Felice Strange / Felice Norcross
- Nita Naldi : Marie Le Grande